# PCL
A Printer Command Language vagy rövidítve PCL egy széles körben használt nyomtatási nyelv. A PCL eszközfüggő, ami azt jelenti, hogy meghajtó programjai vezérlik a hardvert a nyomtatott adatok egy részének (általában a grafikus adatoknak, mint amilyenek a kitöltött területek vagy a fontok) az előállításakor. Mivel a nyomtató állítja elő és dolgozza föl a lap adatait, a feladatot viszonylag gyorsan feldolgozza. Ugyanakkor az egyes nyomtatók nem feltétlenül azonos módon végzik el ezeket a feladatokat, így az eredmény típusonként kissé eltérő is lehet. Professzionális munkára csekély hordozhatósága miatt kevésbé alkalmas. Jellemzően az olcsóbb, egyszerűbb nyomtatók támogatják. 
Több alváltozata létezik, például a ma elterjedtebben használt: PCL5e, PCL6.

## A nyomtatási rendszer munkafolyamata
A felhasználó létrehoz egy nyomtatási feladatot. A nyomtatási feladat egyrészt a kinyomtatandó, másrészt a feladatkezelőnek szánt adatokból (például a nyomtató vagy a nyomtatási sor neve) áll. Harmadrészt, bár ez nem kötelező, a szűrőnek szánt adatokat is tartalmazhat, például nyomtatóspecifikus paramétereket.
Minden nyomtatóhoz létezik legalább egy nyomtatási sor. A nyomtatásisor-kezelő a sorban tartja a nyomtatási feladatokat egészen addig, amíg a kívánt nyomtató készen nem áll az adatok fogadására. Ha a nyomtató készen áll, akkor a nyomtatásisor-kezelő elküldi az adatokat a szűrőbe, a végeredményt pedig a nyomtatóra.
A szűrő alakítja át a felhasználó által kinyomtatni kívánt adatokat (ASCII, PostScript, PDF, JPEG stb.) nyomtatóspecifikus adatokká (PostScript, PCL, ESC/P stb). A nyomtató funkcióit a PPD-fájlok írják le. A PPD-fájlok nyomtatóspecifikus beállításokat tartalmaznak a megfelelő paraméterekkel, amelyekkel ezek a funkciók bekapcsolhatók a nyomtatón. A szűrőrendszer gondoskodik arról, hogy a felhasználó által kiválasztott paraméterek be legyenek kapcsolva.
PostScript-nyomtató használata esetén a szűrőrendszer nyomtatóspecifikus PostScript-állománnyá alakítja az adatokat. Ehhez nincs szükség nyomtatóillesztőre. Nem PostScript-nyomtató használata esetén a szűrőrendszer nyomtatóspecifikus adatokká alakítja az adatokat a Ghostscript segítségével. Ehhez szükség van a nyomtatónak megfelelő Ghostscript-illesztőprogramra. A háttérrendszer a szűrőtől megkapott adatokat továbbadja a nyomtatónak.